# هيلدا الحياري
هيلدا الحياري، فنانة تشكيلية أردنية من مواليد العاصمة عمان عام 1969. حاصلة على بكالوريوس علوم سياسية وعلم اجتماع من الجامعة الأردنية، وبكالوريوس فنون تشكيلية قسم الغرافيك من جامعة الزيتونة. كانت عضو الهيئة الإدارية في رابطة الفنانين التشكيليين الأردنيين 2001-2003. أقامت خلال مسيرتها الفنية عشرات المعارض الفردية والجماعية في الأردن والدول العربية وأوروبا، وحققت مكانة مهمة من خلال اسلوبها المميز وحصولها على العديد من الجوائز الدولية عن أعمالها المفاهيمية وفن الفيديو والرسم، منها جائزة بينالي في طهران-إيران عام 2013.
تعلّمت هيلدا الحياري الرسم أكاديمياً خلال نهاية الثمانينيات وبداية التسعينيات من القرن العشرين، وذلك أثناء دراستها للعلوم السياسية لعدم تواجد كلية فنون في ذلك الوقت؛ بعد ذلك التحقت بمرسم الجامعة الأردنية، كانت ترسم بواقعية (المدرسة الواقعية)، وهي مرحلة لا بد منها لكي تعتاد اليد على الرسم الواقعي والتفاصيل والتشريح. بعدها بدأت مرحلة جديدة (الرمزية) ولكنها لم تستمر أكثر من سنة ونصف السنة في هذه المرحلة، ومن ثم انتقلت إلى المرحلة التعبيرية التجريدية، التي لا زالت فيها حتى الآن. حملت على عاتقها نشر الثقافة الفنية باستخدام تقنيات جديدة مثل الـ“فيديو آرت“ بتجربة ”I WAS BORN HERE“ و“ CIRCLE“، إضافة إلى أعمالها التركيبية.
تقدم هيلدا صورة غير مألوفة لفضاء إبداعي يبدأ من ”النقطة“ أو ”الدائرة“ التي تزخر بها أعمالها وتلخص فلسفتها الفنية التي رافقتها خلال مراحل تطورها التي بدأت بالمدرسة الواقعية ثم الرمزية وأخيراً التعبيرية التجريدية. فمنذ معارضها الأولى بدأت تقديم لوحة تجريدية مبنية بأسلوبها الخاص في توظيف اللون الذي يتراكم طبقات فوق طبقات في إيقاع ومزاج حادّين يبرزان تفاعلاً حاراً مع الأحداث أو المضامين التي تتناولها في الواقع. الموضوع الرئيسي الدائم في لوحاتها هو الصراعات البشرية حسب الحالة النفسية التي تعيشها. كما تلعب الظروف السياسية والاجتماعية دوراً في تكوين لوحاتها كالعنف الدائر في المنطقة. يلاحظ استخدامها المكثف للدائرة؛ فمن خلال قراءتها لكتب الهندسة لفتت الدائرة انتباهها بكل النواحي فهي ترى ان كل شيء في الحياة منحن وغير مستقيم وتعبر الدائرة في لوحاتها عن الكون. وقد أقامت معرضا تحت عنوان (الصعود نحو الهبوط) أرادت أن تؤكد فيه أن الإنسان مهما حاول أن يصعد في حياته ويعمل ويصل إلى مراتب ومراكز فإنه سوف يعود إلى نقطة الصفر (الأرض) فالكون هو دائرة بالنهاية وسوف نعود إلى نفس النقطة التي بدأنا منها وهي الأرض وتحت التراب.
تفضل الحياري الألوان الصريحة والحارة، ولا تتمتع جميع أعمالها بتوازن لوني، فهناك لوحات يكون فيها 50 لوناً. تركز في أعمالها على الوجوه المهمشة والأجساد المتشظية (المقطعة) إلى أجزاء دقيقة بتفاصيلها. كما تبني فوق سطوح لوحاتها طبقات انفعالية، وبما يمنح رسوماتها وأعمالها التركيبية خصوصيتها التي اشتغلت عليها وطورتها على مدى مسيرتها الفنية.
أقامت معرضاً في عمان مستوحى من النصوص الشعرية للشاعر البحريني قاسم حداد بعنوان (أيقظتني الساحرة)، حيث لم يسبق أن استخدمت الخط في أعمالها. وعام 2015 أقامت معرض «وجوه ضد الحرب» في منطقة عبدون والذي يحتوي على العديد من اللوحات على شكل وجوه تحمل معان عدة. وعام 2018 افتتحت معرضها «قطعة...قطعة» حيث تواصل تناولها لشخصيات نسائية باعتبارهن «مدن قُسِّمَت قطعة قطعة.. وما زلن يعشن وهم التماسك»، بحسب وصف الفنانة. فمن خلال المعرض تصف الفنانة تجربتها بقولها «وما الفن إلا محاولة لتجميع بقايا ما تبعثر في الروح والجسد.. سألتقط أنفاسي ثم أجزائي وأنثرها كلها على سطح لوحة».
شاركت الحياري في مهرجان فن المقاومة الدولي الثالث الذي نظم في العاصمة طهران عام 2013 من خلال لوحتين حملت واحدة منهما بعنوان «اليمين واليسار» بحجم 180×360 سنتيمتراً، فيما أتى العمل الثاني بحجم 180×180 سنتيمتراً بشكل رأس مقطوع ومستريح على كرسي كما لو أنها استراحة محارب.
من أهم الجوائز التي حلت عليها: الجائزة الأولى في بينالي القاهرة الدولي العاشر 2006-2007 عن عمل مركب بعنوان طرابيش. وهو مشروع عمل تركيبي وفيديو.. وجائزة الشرف التقديرية في البينالي الآسيوي بمدينة دكا في بنغلادش. وقامت بتنفيذ جدارية (كرنفال الربيع) في قلب العاصمة الأردنية وهي أحد مشاريع عمان عاصمة الثقافة العربية عام 2002.

## وصلات خارجية
- الموقع الرسمي